# Цестус

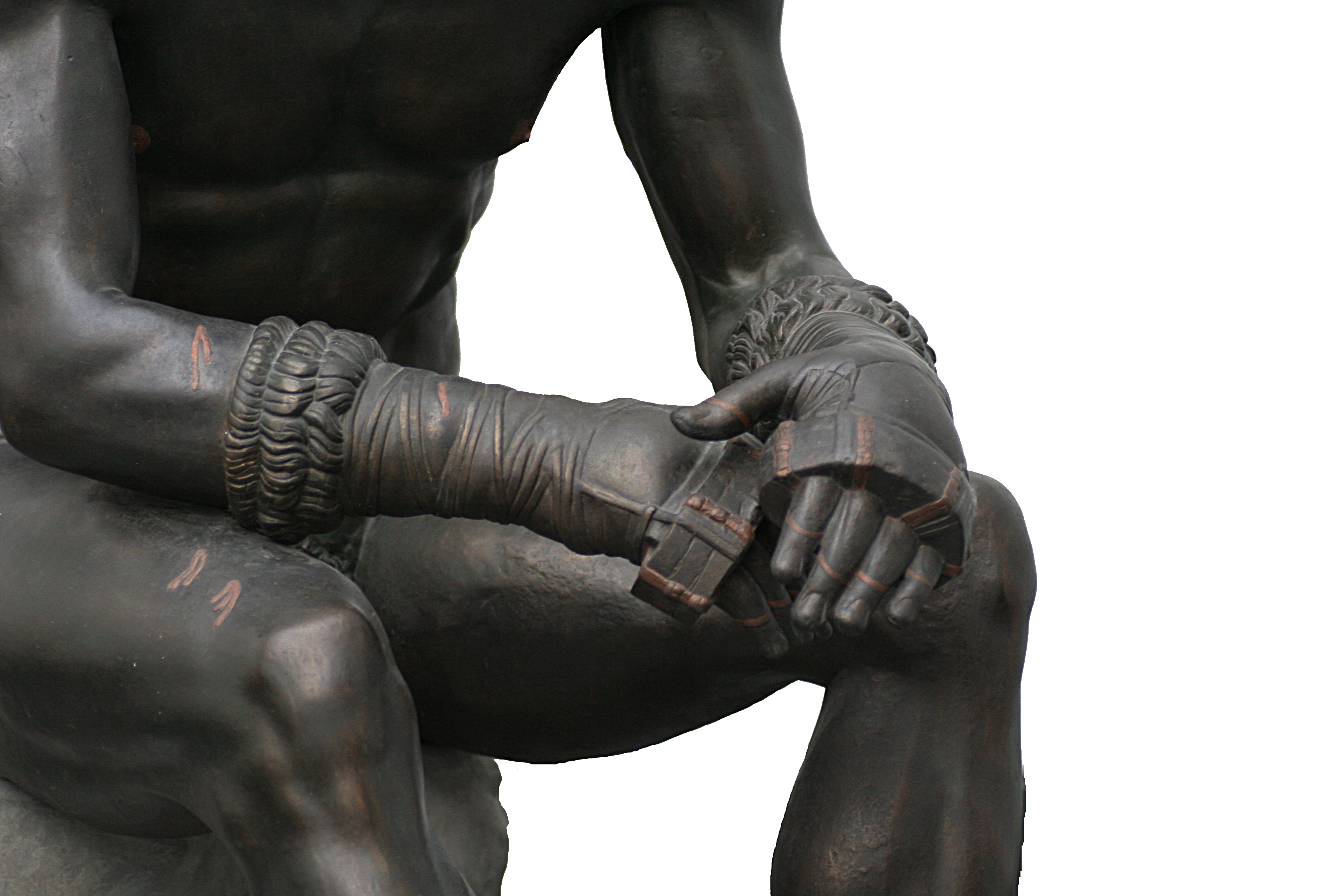
Цестусы на руках статуи кулачного бойца, I век до н. э.

Цестус или цест (лат. caestus, мн. ч. caestūs) — боевая перчатка кулачных бойцов в Древней Греции и Древнем Риме. Представляла собой разнообразной конструкции обмотки из кожаных ремней на руках для их защиты и увеличения степени травматичности удара.

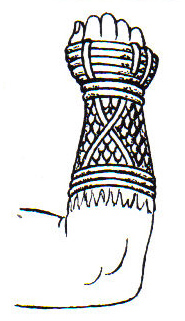
Цестус

## Терминология
Слово caestus (множественное число: caestūs) на латинском языке происходит от слова caedere, означающего «наносить удар». Происхождение этого слова не связано с существительным cestus (множественное число: cestī), которое обозначало женский пояс в Древней Греции.

## Ранние греческие цестусы
Первые цестусы в Древней Греции использовались в боксёрских соревнованиях. Эти перчатки, получившие название meilichae (μειλίχαι), состояли из полос сырой кожи, перевязанных под ладонью, оставляя пальцы обнаженными. Греки также изобрели разновидность, названную сферой (σφαῖραι), которую шили небольшими металлическими шариками, покрытыми кожей. Греческие единоборцы между ремнями вкладывали свинцовые полоски. Применялось и железо. Ремни могли иметь медные скобы-крепления. Типы видоизменялись со временем и имели разные названия: сфайрай, мейлихрай, мурмексес.

## Римские цестусы
В Риме цестус усиливался железными шипами. Использовался на арене гладиаторами.